# Филмова критика
Филмовата критика е анализ и оценяване на филми, индивидуално или колективно. Като цяло може да се раздели на два типа: журналистическа критика, която се появява регулярно във вестниците, както и други популярни, принадлежащи на масмедиите информационни средства и източници, както и академична критика от филмови изследователи, която е информирана за филмовата теория и се публикува в списания.
|  | Тази страница частично или изцяло представлява превод на страницата Film criticism в Уикипедия на английски. Оригиналният текст, както и този превод, са защитени от Лиценза „Криейтив Комънс – Признание – Споделяне на споделеното“, а за съдържание, създадено преди юни 2009 година – от Лиценза за свободна документация на ГНУ. Прегледайте историята на редакциите на оригиналната страница, както и на преводната страница, за да видите списъка на съавторите. ВАЖНО: Този шаблон се отнася единствено до авторските права върху съдържанието на статията. Добавянето му не отменя изискването да се посочват конкретни източници на твърденията, които да бъдат благонадеждни. |